# Fehérsapkás császárlégykapó
A fehérsapkás császárlégykapó (Monarcha richardsii) a madarak osztályának verébalakúak rendjébe, és a császárlégykapó-félék családjába tartozó faj.

## Rendszerezése
A fajt Edward Pierson Ramsay ausztrál zoológus írta le 1881-ben, a Piezorhynchus nembe Piezorhynchus Richardsii néven.

## Előfordulása
A Salamon-szigetek területén honos. Természetes élőhelyei a szubtrópusi vagy trópusi síkvidéki esőerdők. Állandó, nem vonuló faj.

## Megjelenése
Átlagos testhossza 17 centiméter.

## Életmódja
Főleg kisebb gerinctelenekkel táplálkozik.

## Természetvédelmi helyzete
Az elterjedési területe kicsi és egyedszáma is csökken, de még nem éri el kritikus szintet. A Természetvédelmi Világszövetség Vörös listáján nem fenyegetett fajként szerepel.